# Єгор Крід
Єгор Крід (справжнє ім'я — Єгор Миколайович Булаткін, нар. 25 червня 1994, Пенза, Росія) — російський співак, актор, репер, кліпмейкер.
Занесений до переліку осіб, які створюють загрозу нацбезпеці України з 20 вересня 2017 р.
У лютому 2022 року, після початку повномасштабного вторгнення Росії в Україну, ніяк не засудив країну-агресора.

## Біографія

### Дитинство і юність
Народився 25 червня 1994 року в Пензі, Росія. З дитинства мріяв стати музикантом. Закінчив Ліцей сучасних технологій управління № 2 у місті Пензі. З юного віку Єгор почав захоплюватися хіп-хопом.
Народився 25 червня 1994 року в Пензі, Росія. З дитинства мріяв стати музикантом. Закінчив Ліцей сучасних технологій управління № 2 у місті Пензі. З юного віку Єгор почав захоплюватися хіп-хопом.

Із шкільного віку Єгор захоплювався музикою та загалом творчістю. У підлітковому віці він активно писав пісні, у яких розкривав теми стосунків і любовних переживань. Також робив перші записи власних текстів і пробував себе у виконанні.

### Початок кар'єри
У 2011 році користувачі інтернету побачили його перший кліп «Любов у мережі», який він зняв самостійно. У 2012 році став переможцем конкурсу «Зірка Вконтакті — П'ятий канал» у номінації «Найкращий хіп-хоп проєкт», після якого виступив зі своєю піснею «Натхнення» на одній з головних естрадних майданчиків Санкт-Петербурга — концертному залі «Жовтневий».
Лейбл Black Star Inc. звернув свою увагу на Єгора Кріда після виходу його каверу на пісню Тіматі «Не сходи с ума», лічильник переглядів якого переступив позначку в мільйон переглядів. У квітні 2012 року Єгор Крід підписав контракт з музичним лейблом Black Star Inc.У березні 2019 року Єгор покинув лейбл.

### Популярність і перший альбом
У 2014 році артист випускає сингл «Самая Самая», який посідає всі перші ряди хіт-парадів і музичних чартів. Зараз у відеокліпу на пісню більше 100 мільйонів переглядів на YouTube.
2 квітня 2015 випустив перший студійний альбом — «Холостяк». Новим хітом Єгора з цього альбому стала пісня «Невеста». 25 липня 2015 Єгор виступив на фестивалі Europa Plus LIVE 2015 в Москві, Лужники.

## Родина
- Батько — Булаткін Микола Борисович — бізнесмен, директор компанії ТОВ "Фірма «Унітрон».
- Мати — Булаткіна Марина Петрівна — заступник директора ТОВ "Фірма «Унітрон».
- Сестра — Булаткіна Поліна Миколаївна — акторка, продюсер, сценарист. Живе в Америці. Одружена.
- Дружина - Булаткіна Марія Олексіївна

## Дискографія

### Альбоми
- 2015 — «Холостяк»
- 2017 — «Что они знают?»
- 2020 — «58»
- 2021 — «Pussy Boy»

### Пісні
- 2011 — «Любовь в сети»
- 2012 — «Расстояния» (feat. Polina Faith)
- 2012 — «Старлетка»
- 2012 — «Больше чем любовь» (feat. Олексій Воробйов)
- 2012 — «Я тебя цепляю»
- 2013 — «Заведи мой пульс»
- 2013 — «Только ты, только я»
- 2013 — «Надо ли»
- 2014 — «Скромным быть Не в моде» (feat. Ханна)
- 2014 — «Самая Самая»
- 2015 — «Тишина»
- 2015 — «Невеста»
- 2015 — «Папина дочка»
- 2016 — «Будильник»
- 2016 — «Где ты, где я» (feat Тіматі)
- 2016 — «Мне нравится»
- 2017 — «Если ты меня не любишь» (feat. MOLLY)
- 2017 — «Что они знают»
- 2017  — «Берегу»
- 2017  — «Потрачу»
- 2017  — «Не могу»
- 2017  — «Зажигалки»
- 2017  — «#ЭТОМОЁ»
- 2017 — «Слеза»
- 2018 — «Гучи» (feat Тіматі)
- 2018 — «Семья сказала»
- 2018 — «Я у твоих ног»
- 2018 — «Миллионы алых роз»
- 2018 — «Будущий бывший» (feat. Terry)
- 2018 — «Ракета» (Тіматі feat. Мот, Скруджі, Наzима & Terry)
- 2018 — «Часики» (feat Валері)
- 2018 — «Цвет Настроения Чёрный» (feat Філіп Кіркоров)
- 2018 — «Холостяк» (ЛСП feat. Feduk)
- 2018 — «Над облаками» (Тіматі feat. Мот, Pabl.A, Скруджі & Наzима)
- 2019 — «Крутой»
- 2019 — «Время не пришло»
- 2019 — «Грехи» (feat. Клава Кока)
- 2019 — «Серцеедка»
- 2019 — «Грустная песня» (feat. Thrill Pill & Моргенштерн)
- 2019 — «Love is»
- 2018 — «Сама п'ю сама наливаю» (feat. Марина та компанія )
- 2020 — «Голубые глаза»
- 2020 — «Мне всё Монро» (feat. HammAli & Navai)
- 2020 — «Карие глаза» (feat. Loc-Dog)
- 2020 — «Coco L'Eau» (feat. The Limba)
- 2020 — «Rolls Royce» (Тіматі feat. Джиган)
- 2020 — «Ты не смогла простить»
- 2021 — «Голос»
- 2021 — «(Не)идеальна»
- 2021 — «Astronaut in the Ocean» (Remix) (feat. Masked Wolf)
- 2021 — «На чиле» (Джиган feat. The Limba, blago white, OG Buda, Тіматі, Soda Luv & Guf)
- 2021 — «Скоро весна»  (feat. Микола Булаткін)
- 2021 — «Самый худший трек»  (feat. Джарахов & Buster)
- 2021 — «Lambo urus»
- 2021 — «ГТА»
- 2021 — «Cosmoboy (Pubg Mobile Theme Song)»
- 2022 — «Отпускаю»  (feat. МакSим)

### Відеокліпи
| Рік  | Кліп                                                                            | Режисер                                               | Альбом                                       |
| ---- | ------------------------------------------------------------------------------- | ----------------------------------------------------- | -------------------------------------------- |
| 2011 | Любовь в сети                                                                   | Єгор Крід                                             | KreeD                                        |
| 2012 | Заведи мой пульс                                                                | Сергій Grey                                           | KreeD                                        |
| 2012 | Старлетка                                                                       | Олексій Фігуров                                       | KreeD                                        |
| 2012 | Больше чем любовь (feat. Олексій Воробйов)                                      | Олексій Фігуров                                       | KreeD                                        |
| 2012 | Расстояния (feat. Polina Faith)                                                 | Олександр Соломахін                                   | KreeD                                        |
| 2014 | Скромным быть Не в моде (feat Ханна)                                            | Олексій Куприянов                                     | Холостяк                                     |
| 2014 | Надо ли                                                                         | Олексій Куприянов                                     | Холостяк                                     |
| 2014 | Самая Самая                                                                     | Олексій Куприянов                                     | Холостяк                                     |
| 2015 | Невеста                                                                         | Олексій Куприянов                                     | Холостяк                                     |
| 2015 | Я останусь (feat. Arina Kuzmina)                                                | Марат Адельшин                                        | Холостяк                                     |
| 2015 | You're my Galaxy                                                                | Сергій Шубін (Focus Film)                             | —                                            |
| 2015 | Будильник                                                                       | Корнелія Поляк и Павло Худяков (HOODYAKOV Production) | —                                            |
| 2016 | Папина дочка (OST «Завтрак у папы»)                                             | Холостяк                                              | —                                            |
| 2016 | Где ты, где я (feat Тимати)                                                     | Павло Худяков (HOODYAKOV Production)                  | Олимп (альбом Тимати)                        |
| 2016 | Мне нравится                                                                    | Павло Худяков (HOODYAKOV Production)                  | —                                            |
| 2016 | Мало так мало                                                                   | Дмитрий Бочаров, Ірина Лаптєва                        | —                                            |
| 2017 | Берегу                                                                          | Mariietta Volynska                                    | —                                            |
| 2017 | Если ты меня не любишь (feat. Molly)                                            | Корнелія Поляк и Павло Худяков (HOODYAKOV Production) | Что они знают?/Косатка в небе (альбом Molly) |
| 2017 | Потрачу                                                                         | Ірина Лаптєва                                         | —                                            |
| 2017 | Не могу                                                                         | Олексій Голубєв                                       | —                                            |
| 2017 | #ЭТОМОЁ                                                                         | —                                                     | —                                            |
| 2018 | Слеза                                                                           | Катя Як                                               | —                                            |
| 2018 | Семья Сказала                                                                   | —                                                     | —                                            |
| 2018 | Миллион алых роз                                                                | Павло Худяков (HOODYAKOV Production)                  | —                                            |
| 2018 | Гучи (feat Тимати)                                                              | Павло Худяков (HOODYAKOV Production)                  | —                                            |
| 2018 | Ракета (Тіматі feat. Мот, Скруджі, Наzима & Terry)                              | Павло Худяков (HOODYAKOV Production)                  | —                                            |
| 2018 | Цвет Настроения Чёрный (feat. Філіп Кіркоров)                                   | Павло Худяков (HOODYAKOV Production)                  | —                                            |
| 2018 | Холостяк (при уч. ЛСП и Feduk)                                                  | Дарина Пязок (Little Big)                             | —                                            |
| 2019 | Крутой                                                                          | Павло Худяков (HOODYAKOV Production)                  | —                                            |
| 2019 | Время не пришло                                                                 | Павло Худяков (HOODYAKOV Production)                  | —                                            |
| 2019 | Часики (feat. Валерия)                                                          | Олексій Голубєв                                       | —                                            |
| 2019 | Слухи                                                                           | Олександр Романов                                     | —                                            |
| 2019 | Грехи (feat. Клава Кока)                                                        | Олександр Романов                                     | —                                            |
| 2019 | Сердцеедка                                                                      | Олександр Романов                                     | —                                            |
| 2019 | Грустная песня (feat. Thrill Pill & Моргенштерн)                                | Олександр Романов                                     | Откровения (альбом Thrill Pill)              |
| 2019 | Love is                                                                         | Олександр Романов                                     | —                                            |
| 2020 | Голубые глаза (OST «(Не) идеальный мужчина»)                                    | Катя Як                                               | —                                            |
| 2020 | 58                                                                              | Олексій Голубєв                                       | 58                                           |
| 2020 | Девочка с картинки                                                              | Олександр Романов                                     | 58                                           |
| 2020 | Coco L'Eau (feat. The Limba)                                                    | Олександр Романов                                     | —                                            |
| 2020 | Rolls Royce (feat. Тіматі и Джиган)                                             | Корнелія Поляк и Павло Худяков (HOODYAKOV Production) | Транзит (альбом Тіматі)                      |
| 2020 | Весёлая песня (feat. Моргенштерн)                                               | Олександр Романов                                     | 58                                           |
| 2020 | Mr. & Mrs. Smith (feat. Нюша)                                                   | Олександр Романов                                     | 58                                           |
| 2020 | Ты не смогла простить                                                           | Олександр Романов                                     | —                                            |
| 2021 | Голос                                                                           | Олександр Романов                                     | —                                            |
| 2021 | Здравствуйте (feat. OG Buda)                                                    | Олексій Рожков                                        | Pussy Boy                                    |
| 2021 | Телефон                                                                         | Микита Вільчинський                                   | Pussy Boy                                    |
| 2021 | Pussy Boy                                                                       | Катя Як                                               | Pussy Boy                                    |
| 2021 | Автомат (feat. Guf)                                                             | Ян Бохановіч                                          | Pussy Boy                                    |
| 2021 | На чиле (feat. Джиган, The Limba, blago white, OG Buda, Тіматі, Soda Luv & Guf) | Корнелія Поляк и Павло Худяков (HOODYAKOV Production) | —                                            |
| 2021 | Скоро Весна (feat. Микола Булаткін)                                             | —                                                     | —                                            |
| 2021 | Грустно (feat. Soda Luv)                                                        | Аргам Айрапетян                                       | Pussy Boy                                    |
| 2021 | Самый худший трек (feat. Джарахов & Buster)                                     | —                                                     | —                                            |
| 2021 | Lambo urus                                                                      | —                                                     | —                                            |
| 2021 | ГТА                                                                             | Філіп Флік и Артемій Шульгін                          | —                                            |
| 2021 | Cosmoboy (Pubg Mobile Theme Song)                                               | —                                                     | —                                            |

### Чартографія
| Рік  | Назва                                        | Позиції в чартах      | Позиції в чартах | Позиції в чартах   | Позиції в чартах    | Позиції в чартах            | Позиції в чартах    | Позиції в чартах  | Позиції в чартах                | Позиції в чартах                      | Позиції в чартах | Альбом   |
| Рік  | Назва                                        | Головний чарт Топ-100 | Чарт за заявками | Російський Топ-100 | Московський Топ-100 | Санкт-Петербурзький Топ-100 | Український Топ-100 | Київський Топ-100 | Річний чарт Топ-200 (загальний) | Річний чарт Топ-200 (російськомовний) | 2М/iTunes        | Альбом   |
| ---- | -------------------------------------------- | --------------------- | ---------------- | ------------------ | ------------------- | --------------------------- | ------------------- | ----------------- | ------------------------------- | ------------------------------------- | ---------------- | -------- |
| 2011 | «Любовь в сети»                              | 191                   | 175              | -                  | 120                 | -                           | -                   | -                 | —                               | -                                     | 19               |          |
| 2012 | «Больше чем любовь» (feat. Алексей Воробьёв) | 151                   | 120              | —                  | 142                 | —                           | —                   | —                 | —                               | 200                                   | —                | —        |
| 2012 | «Расстояния»                                 | 249                   | 266              | —                  | —                   | —                           | —                   | —                 | —                               | —                                     | —                | —        |
| 2012 | «Заведи мой пульс»                           | 156                   | 99               | —                  | —                   | —                           | —                   | —                 | —                               | —                                     | —                | —        |
| 2013 | «Только ты, только я»                        | 303                   | 150              | —                  | —                   | —                           | —                   | —                 | —                               | —                                     | 100              | —        |
| 2013 | «Вне времени»                                | 343                   | 233              | —                  | —                   | —                           | —                   | —                 | —                               | —                                     | 98               | —        |
| 2014 | «Надо ли»                                    | 111                   | 98               | 99                 | 94                  | 97                          | 100                 | —                 | —                               | 189                                   | 25               | Холостяк |
| 2014 | «Скромным быть не в моде» (feat. Ханна)      | 232                   | 310              | -—                 | —                   | —                           | -—                  | —                 | —                               | —                                     | —                | —        |
| 2014 | «Самая самая»                                | 2                     | 1                | 1                  | 6                   | 3                           | 6                   | 4                 | 96                              | 44                                    | 1                | Холостяк |
| 2015 | «Невеста»                                    | 3                     | 1                | 5                  | 10                  | 7                           | 20                  | 27                | 80                              | 39                                    | 1                | Холостяк |
| 2015 | «Будильник»                                  | 1                     | 3                | 5                  | 7                   | 4                           | 15                  | 25                | —                               | 41                                    | 1                |          |
| 2016 | «Мне Нравится»                               | 2                     | 1                | 4                  | 14                  | 6                           | 20                  | 21                | 45                              | 40                                    | 1                |          |
| 2016 | «Где ты где я»                               | 1                     | 4                | 3                  | 5                   | 2                           | 10                  | 14                | —                               | 10                                    | 1                |          |
| 2017 | «Если Tы Меня»                               | 1                     | 5                | 4                  | 4                   | 2                           | 13                  | 13                | —                               | 7                                     | 1                |          |
| 2017 | «Слеза»                                      | 5                     | 3                | 5                  | 10                  | 9                           | 26                  | 29                | 47                              | —                                     | 2                |          |
| 2018 | «Гучи»                                       | 4                     | 20               | 5                  | 11                  | 6                           | 20                  | 36                | —                               | 57                                    | 1                |          |
| 2018 | «Цвет Настроение Чёрный»                     | 1                     | 10               | 2                  | 15                  | 23                          | 5                   | 21                | 66                              | 25                                    | 2                |          |
| 2018 | «Холостяк»                                   | 5                     | 10               | 7                  | 13                  | 5                           | 25                  | 34                | —                               | 45                                    | 1                |          |
| 2019 | «Крутой»                                     | 3                     | 6                | 5                  | 10                  | 3                           | 25                  | 35                | 50                              | 39                                    | 2                |          |
| 2019 | «Времия не пришло»                           | 2                     | 7                | 5                  | 4                   | 5                           | 11                  | 25                | 37                              | 30                                    | 1                |          |

## Нагороди і номінації
| Рік  | Нагорода                   | Номінована робота | Категорія                        | Результат |
| ---- | -------------------------- | ----------------- | -------------------------------- | --------- |
| 2014 | Oops! Choice Awards 2014   |                   | Виконавець року                  | Перемога  |
| 2014 | Премия MUSICBOX 2014       | «Надо ли»         | Найкраща розкрутка               | Номінація |
| 2014 | ZD Awards 2014             | Егор Крид         | Прорив року                      | Перемога  |
| 2014 | ZD Awards 2014             | Егор Крид         | Sexy M                           | Номінація |
| 2014 | ZD Awards 2014             | «Самая самая»     | Відеокліп року                   | Номінація |
| 2014 | Love Radio Awards 2014     | «Самая самая»     | Відео року                       | Перемога  |
| 2014 | Love Radio Awards 2014     |                   | Найкращий вітчизняний виконавець | Номінація |
| 2015 | Премія RU.TV 2015          | Реальний прихід   | Номінація                        |           |
| 2015 | Премія RU.TV 2015          | «Самая самая»     | Найкраща пісня                   | Перемога  |
| 2015 | Премія RU.TV 2015          | «Самая самая»     | Найкращий танцювальний кліп      | Номінація |
| 2015 | Премія Муз-ТВ 2015         |                   | Прорив року                      | Перемога  |
| 2015 | Премія Муз-ТВ 2015         | «Самая самая»     | Найкраща пісня                   | Номінація |
| 2015 | Премія Муз-ТВ 2015         | «Самая самая»     | Найкраще чоловіче відео          | Номінація |
| 2015 | Fashion People Awards 2015 | «Самая самая»     | Fashion-пісня року               | Перемога  |
| 2015 | Oops! Choice Awards 2015   |                   | Виконавець року                  | Перемога  |
| 2015 | Oops! Choice Awards 2015   | «Самая самая»     | Сингл року                       | Номінація |
| 2015 | Премія MUSICBOX 2015       |                   | Співак року                      | Номінація |
| 2015 | Премія MUSICBOX 2015       | «Невеста»         | Пісня року                       | Номінація |

## Фільмографія
У 2020 році Єгор дебютував у картині «(Не)ідеальний чоловік». Там він зіграв робота iFriend, одного з ключових персонажів у сюжеті. Картина при бюджеті у 150 000 000 ₽, зібрала 548 547 648 ₽. До речі критикують картину найбільше через гумор та слабку акторську гру. Єгор дійсно зіграв прісно та слабко, це підтверджують: «Наша газета», «The Village», «Weburg», «Кіноафіша» та Євгеній Баженов (Badcomedian). Також у Єгора було камео у картинах «Готель Елеон» та «Спека».
| Фільм                      | Режисер          | Роль          |
| -------------------------- | ---------------- | ------------- |
| Готель Елеон (2017)        | Максим Свешников | камео         |
| Спека (2019)               | Дуня Лисова      | камео         |
| Неідеальний чоловік (2020) | Марюс Вайсберг   | робот iFriend |